# Tomcio Paluch (film 1958)
Tomcio Paluch (ang. Tom Thumb) – amerykańsko-brytyjski film z 1958 roku w reżyserii George'a Pala.

## Fabuła
Opowieść o malutkim Tomciu i jego zmaganiach z olbrzymim światem, oparta na podstawie baśni braci Grimm. 

## Obsada
- Russ Tamblyn
- Alan Young
- Terry-Thomas
- Peter Sellers
- Bernard Miles